# Green Range (Australien)
Green Range ist ein kleiner Ort im australischen Bundesstaat Western Australia. Es liegt etwa 52 Kilometer nordöstlich von Albany. Der Ort liegt im traditionellen Siedlungsgebiet des Aborigines-Stammes der Mineng.

## Geografie
Westlich des Ortes liegen Manypeaks und South Stirling, nördlich Kojaneerup South und Mettler, und südlich Cheynes.
Im Osten hat Green Range etwa 22 Kilometer Küste an der Great Australian Bight. Dort liegen die Strände Hassel Beach, Cordinup und South Warrinup.
Außerdem liegen um den Ort verschiedene Naturreservate wie etwa Tinkelelup Nature Reserve, Mullocullop Nature Reserve, außerdem Warriup Hill, Warriup Point und South Warriup Creek.

## Bevölkerung
Der Ort Green Range hatte 2016 eine Bevölkerung von 66 Menschen, davon 57,4 männlich und 42,6 weiblich.
Das durchschnittliche Alter in Green Range liegt bei 37 Jahren, ein Jahr weniger als der australische Durchschnitt von 38 Jahren.